# کریستین پاندر
کریستین پاندر (انگلیسی: Christian Pander؛ زادهٔ ۲۸ اوت ۱۹۸۳) بازیکن فوتبال اهل آلمان است.
از باشگاه‌هایی که در آن بازی کرده‌است می‌توان به باشگاه فوتبال هانوفر ۹۶ و باشگاه فوتبال شالکه ۰۴ اشاره کرد.
وی همچنین در تیم‌های ملی فوتبال زیر ۲۱ سال آلمان و آلمان بازی کرده‌است.